# Борщовка (Почаевская городская община)
Борщовка (укр. Борщівка) — село в Почаевской городской общине Кременецкого района Тернопольской области Украины.
Код КОАТУУ — 6123484702. Население по переписи 2001 года составляло 222 человека.

## Географическое положение
Село Борщовка находится на левом берегу реки Иква,
выше по течению на расстоянии в 2,5 км расположено село Лосятин,
ниже по течению на расстоянии в 1 км расположено село Старый Тараж,
на противоположном берегу — село Ростоки.
По селу протекает пересыхающий ручей.

## История
- 1545 год — дата основания.

## Объекты социальной сферы
- Школа I ст.

## Достопримечательности
- Братская могила советских воинов.